# 넥서스 10
넥서스 10는 삼성전자가 제조하고, 구글이 판매하는 구글 넥서스 시리즈의 첫번째 대형 안드로이드 태블릿 컴퓨터로, 4.2 젤리빈의 레퍼런스 기기이다.
2012년 10월 29일 구글 본사에서 열릴 안드로이드 이벤트에서 발표될 예정이었으나, 허리케인 샌디로 인해 행사가 취소되고, 구글 공식블로그를 통해 공개되었으며,2012년 11월 13일에 출시되었다.
출고가는 16 GB 399 US $, 32 GB 499 US $로 책정되었다.

## 연혁
- 2012년 10월 29일 : 안드로이드 이벤트에서 공개될 예정이었으나 허리케인 샌디로 인하여 행사가 취소되고[3], 구글 공식블로그를 통해 제품 공개[4]
- 2012년 11월 13일 : 제품 출시[5]
- 2013년 7월 24일 : 4.3 젤리빈 업그레이드[6]
- 2013년 11월 14일 : 4.4 킷캣 업그레이드[7]
- 2014년 11월 15일 : 5.0 롤리팝 업그레이드
- 2014년 12월 16일 : 5.0.1 롤리팝 업그레이드
- 2015년 1월 15일 : 5.0.2 롤리팝 업그레이드

## 운영 체제

### 안드로이드 4.2 젤리빈
안드로이드 OS 4.2 젤리빈의 레퍼런스 제품으로써 4.2 젤리빈을 처음으로 탑재하여 출시하였다.
2012년 11월 27일 4.2.1 젤리빈으로, 2013년 2월 11일 4.2.2 젤리빈으로 업그레이드 되었다.

### 안드로이드 4.3 젤리빈
2013년 7월 24일 4.3 젤리빈으로 업그레이드되었다.

### 안드로이드 4.4 킷캣
2013년 11월 14일 4.4 킷캣, 2013년 12월 6일 4.4.1 킷캣, 2013년 12월 10일 4.4.2 킷캣으로 업그레이드 되었다.

### 안드로이드 5.0 롤리팝
2014년 11월 15일 5.0 롤리팝이 처음 릴리즈 되었고, 2014년 12월 16일 일부 버그가 수정된 5.0.1 롤리팝이 배포되었고, 2015년 1월 15일 태블릿 기종을 타겟으로 5.0.2 롤리팝이 우선 배포되었다.

## 출시 국가

### 2012년 11월 13일
- 미국
- 영국
- 오스트레일리아
- 스페인
- 독일
- 캐나다
- 프랑스

### 2013년
- 일본 : 2월 5일

## 판매량
관련 업계의 추산자료에 따르면 같이 발표되었던 넥서스 4와 넥서스 7과 비교하여 판매량이 저조한 것으로 평가된다. 미국의 IT 뉴스 사이트 테크크런치(TechCrunch)에 따르면 넥서스10는 68만 대 정도 팔린 것으로 추산된다.

## 같이 보기
- 삼성 갤럭시 탭 2 10.1
- 삼성 갤럭시 노트 10.1
- 넥서스 7
- 넥서스 4